# Rajgorod (obwód wołgogradzki)
Rajgorod (ros. Райгород) – wieś w Rosji, w obwodzie wołgogradzkim, w rejonie swietłojarskim. W 2010 liczyła 2848 mieszkańców.